# Taratumb
Taratumb (en arménien Թառաթումբ) est une communauté rurale du marz de Vayots Dzor, en Arménie. Elle compte 643 habitants en 2008.